# トッペンカムデンへようこそ
『トッペンカムデンへようこそ』は、征矢友花（そや ゆうか）による日本のファンタジー漫画作品。単行本全7巻。本項では続編である『トッペンカムデンから恋歌を』（トッペンカムデンからバラッドを）も解説する。

## 作品解説
征矢友花の初単行本化作品、かつ代表作。『月刊プリンセス』（秋田書店）において、第0話「トッペンカムデンへようこそ」が1999年10月号に読み切りで掲載。翌2000年2月号から連載化され、2003年8月号まで掲載された。
当初はファンタジーコメディであったが、描き進める内に内容はシリアス色が強くなり、更に作者自らが嘆いているが、途中から「どこがトッペンカムデン？」と世界観が大きく広がって舞台がタイトルに反し、トッペンカムデン一国の範囲内に収まらなくなってしまった。これはレジーの「静寂の石」探索行（9-13話）に顕著である。そして魔導王グラムの復活によって物語は世界を巡る大戦へと突入してゆくが、同時期に『プリンセス』連載されていた中山星香のファンタジー漫画『妖精国の騎士』と違って、ハイ・ファンタジー方向へは走らず、少女漫画のラブロマンステイストは最後まで失われなかった。
なお、余談であるがこの「トッペンカムデン」第0話が征矢友花のデビュー作で、作者によると当初は「単行本1巻分の短期連載」の予定であった。

## ストーリー
精霊に愛された天上の国トッペンカムデン王国を舞台に、戴冠式を控えた16歳のローラ姫と国一番の魔法使いレジーを中心とする恋物語である。しかしその道は平坦ではなく、ローラ姫の廃位を巡るクーデター。各国との外交問題。死の精霊の呪い。隣国との戦。領地の統治騒動。呪われたレジーの死を賭けた探索行。そして悪の魔導王の復活。と二人に次々と問題が襲い掛かる。そして何よりの難関は「国王は魔法使いと結ばれてはならない」との掟であった。
果たして両者は結ばれることが出来るのか？

## 登場人物

### トッペンカムデン王国
牧歌的な国家であるが、20年前に世界を席巻した魔導王率いる軍に最後まで抵抗した唯一の国。前国王夫妻が崩御したため、今は唯一の王族であるローラ姫が国王代理を務めている。劇中描写から弱小国にも見えるが、防衛戦でバイゼル王国を打ち破れるだけの軍事力も有していること。貴族位に複数の公爵を置けるなど、実は国家規模はかなり大きい。ただ国土は山がちで冬が厳しく、財政は苦しい様子。
ローラ
主人公。天真爛漫で世間知らずな王女だが、気取らず誰にでも仲良くなれる性格。栗毛、先祖返りで目が紅い。何故か、精霊達に慕われている。
カリスマが無く、国内の貴族達に能力を疑問視されて一時はクーデターすら起こされたが、シャイデックを片腕に加え、国王代理を務めることで賢王としての資質を見せ始める。
第0話で体がダイヤモンドになったこと、及び第3話で大国バイゼルを退けたことにより、吟遊詩人がトッペンカムデンを讃える流行り歌ではローラに「ダイヤモンド姫」の名が当てられ、この異名が大陸中に広まった。
竜の姿をした「死の精霊」による呪いにより17歳まで生きられないと予言されていたが、魔法使いレジーと出会うことで運命が大きく変わって行く。
レジー
もう一人の主人公。トッペンカムデン担当の青年魔法使い。超天才児で、強力な魔法杖「カノッツァ」を制御可能な持ち主。そのため「カノッツァの魔法使い」とも呼ばれる。鼻眼鏡がトレードマーク。
性格は現実的だが、ローラに関してはやや甘く、口は悪い。第3話でローラの「死の精霊」を自身で受け止めたため、体が腐り果て死に蝕まれる事態に陥ったが、パナカナ他の手助けにより克服した。
実は魔導王の魂が潜在意識下にあり、それゆえ一時は体が乗っ取られ、悪の権化と化した。
ネズミさん
レジーの使い魔。人間の言葉を喋り二足歩行するネズミ。口うるさい。レジーを「ご主人様」と呼び、語尾に「〜でちゅー」と付くのが特徴。
シャイデック
トッペンカムデン王国の名宰相。実は20年前の魔導王との戦争では「シャイデックが居たからこそ戦に勝てた」と前王に賞賛される程の英雄だったが、それ故に国主としてのローラの能力を疑問視しクーデターを起こすものの、レジーの活躍により幽閉される。
バイゼルとの開戦で、ローラが「この国を救うこと」を条件に謀反罪を帳消しにして、宰相として復権させた後、王女の片腕として軍事に政治に外交にと活躍を見せる。
元々は貴族ではなく羊飼いで、前国王フランクがその能力を見出して取り立てた叩き上げである。文官だが武人としての腕も確かで、暗器によるサプライズとはいえ、決闘でビュッセ将軍を仕留める寸前まで行く戦技を見せた。
初登場時はいかがわしい風貌のただの悪役で、名も「大臣」としか設定されていなかったが、再登場後は無精髭をたくわえた凄みの効いたナイスミドルに変貌した。
エルファン公
大臣の一人。公爵の中では若い方で20年前の戦争を知らぬ世代に属している。しかし、城門の解錠方法を知る一人（他はローラとシャイデック）であること、保持兵力も国内随一な所から、公爵連の中では最上位の実力者である。
お忍びで国外へ出かけたり、ラズウェルと親しくするなど地位に比べて気さくな性格。フルネームはエミール・エルファン。
カッセル公、ヴィルヘルム公、ターナー公、他一名
トッペンカムデンの公爵達。エルファンを含めて五人いる（残る一名は名前が不明）トッペンカムデンの公爵は同時に国政を司る大臣でもある。
水鎮祭の描写に見られる様に、当初は五人全員がローラ廃嫡派であったが、対バイゼル戦後はローラを認めることとなる。
フランク
ローラの父。前国王。故人だが過去を舞台にした第18話には生前の姿を見せる。王女誕生の際にシャルロット・フラムポワーズにローラの未来を見て貰い、死の悲劇を回避すべく「国中の竜の紋章を消す」などあらゆる手を尽くした。
クスカ
故人。ローラの叔父に当たる人物。フランクの兄で国を捨てて踊り娘と駆け落ちした。マドレーンの父親。
鏡の精霊
トッペンカムデン城の戴冠の間に住む精霊。国王候補の資質を見定める役目を持つ。口が悪い。歴代国王候補の姿を借りて現れるため、第26話で初登場した時はローラ姫そっくりの姿だった。

### ウォルツワルド王国
トッペンカムデンとはヘーゼルヤードを挟んだ向かい側に位置する商業国家。建国に至った歴史的経緯から、隣国ブリューネルとは仲が悪い。
ウォルツワルド王
ラズウェルの父。愛妾を多数抱えているが正妻を娶っていない。腹黒だが政（まつりごと）に長け、国王としては一流の人物。
庶子であるラズウェルを王子ではなく、あくまで臣下として扱うため、ラズウェルからは「父上」ではなく「陛下」と呼ばれている。
ラズウェル
ウォルツワルド王唯一の息子。武勇に長ける若者で、山の様な大男を素手で倒し、瀕死でビュッセ将軍と対等に渡り合う。対バイゼル戦でトッペンカムデンに味方し「鉄の王子」（くろがねのおうじ）の異名を取ることとなる。
祖国では他の貴族や愛妾達に蔑まれ、コンプレックスを抱えていた時期にローラと出会い、好意を持つ。そのため中盤までは、レジーを恋敵と定めて火花を散らすこともあった。
一時期、国を離れ、トッペンカムデンでリンドール地方の行政長官として働いたこともあったが、後にウォルツワルド、ブリューネル両国の王太子となる。
密偵
名は不明。優秀な間者であり、ウォルツワルドの手足となって暗躍する。第17話ではラズウェルに「ウォルスの剣」を届けた。

### ブリューネル王国
圧政を敷く暴君を倒した三兄弟が建国した王国。しかし半世紀前に末弟のウォルスはウォルツワルドを分離独立させ、これが長年の対立原因となっている。
財政的に破綻して衰退しつつある軍事国家 だが、ラズウェルの活躍で将来的にウォルツワルドとの再統一の道が開いた。
国土はトッペンカムデンよりも大きく、バイゼルに匹敵する大国である。後にトッペンカムデンとの間にバイゼルに対する軍事同盟を結ぶ。
イルマ
ブリューネルの女王。前国王の死によって王位を継いだ。しかし、実権はビュッセ将軍に握られている。ラズウェルを養子にしてブリューネル、ウォルツワルドの統一を図る。
ビュッセ
ブリューネルの猛将。百戦百勝の不敗を誇る、勇猛果敢な武人だが、武力しか信じていない単純っぽさがある。ウォルツワルド王曰く「土地さえ奪えば利益が転がり込むと考える、話にならぬ酔っぱらいじじい」
瀕死の重傷にも関わらず、一対一で互角の戦いを繰り広げたラズウェルを気に入っている。
トーゴ
ブリューネルの宰相。小役人っぽい男。

### バイゼル王国
リンドール地方を挟んでトッペンカムデンと隣接する大国。第3話で言いがかり付けて侵攻してくるが、トッペンカムデン軍に敗れて兵を引いた。しかし、トッペンカムデンを諦めた訳ではなく、虎視眈々と狙っている模様。
ドナルド
第五王子。地位や国力を鼻にかけた嫌みな男。ローラ（トッペンカムデン）に対してあからさまに侮蔑的な態度を取る。そのため第5話ではレジーにキツネへ変身させられ、第16話では激怒したラズウェルにぶん殴られた。
王弟
名は不詳。トッペンカムデンへ主力部隊を率いて来たが、ラズウェルに討ち取られる。
大男
ドナルド王子曰く「護衛」として、ヘーゼルヤードに連れてきた山の様な大男。ラズウェルがドナルドとの名誉を賭ける拳闘に出た相手。名は不明。
流石に体格差がありすぎる相手でラズウェルを苦戦させるが、一瞬の隙を突いたラズウェルのカウンターで倒され、結果として名声高き「鉄の王子」の武勇伝を更に高めるのに一役かってしまうこととなる。

### ヘーゼルヤード王国
トッペンカムデン、ウォルツワルド、ブリューネルを含む7ヶ国に接する王国。国の詳細は余り詳しく描写されないが、かなりの大国である。
ヘーゼルヤード王
ヘーゼルヤード王国の国王。宴好きらしく、毎年誕生会が彼の地で開かれ、闘牛や夜会などの様々な催しが開かれる。

### サモナ王国
海に面した王国。第11話でローラ姫一行が招待されて訪れた。
サモナ王
ヨナとカシム両王子の跡継ぎ問題を解決するために、審判のため名高き「ダイヤモンド姫」を招待した張本人。ローラの演説に感銘を受け、「両王子とも王にふさわしくないと判断するなら、国土をダイヤモンド姫に譲る」と宣言する。
ヨナとカシム
ヨナは兄王子。カシムは弟王子。仲の良い兄弟だったが、取り巻きの貴族に煽られて険悪な仲に。

### 魔法使い
シャルロッテ・プラムポワーズ
レジーとココの師匠。こんな名前だが男性である。魔法使い組合の幹部で組合の第一監査官。優れた魔法使いであるが、実は裏の顔を持つ。
「魔法の理乱れる時、一条の秩序の光現れん。私情厳禁。不正根絶。秩序厳守。組合第一監査官参上！」が、監査官としての決め台詞。
パナカナ
ノーチェのために人間を使い魔とし、禁忌の技である蘇生術を求めて魔法使い組合を抜けた禿頭の青年。「静寂の石」のかけらを所有している。レジーと知り合い、友人（パナカナは認めないが）となる。
レジーには及ばない二流と己を評価するが、幻の魔法である「魂魄消滅魔法」を独力で完成させるなど、実はかなりの才能を持った魔法使いである。
ゼフォー
本物そっくりの人形を操る人形使い。レジーの「カノッツァの杖」を狙っている。一度、魔法使い組合に幽閉されたが脱獄し、再度ローラとレジーの前に立ちはだかるが、シャイデックに撃破された。
ベッチーノ
サモナ王国担当の魔法使い。幻術が専門。
ホイニー
魔法使い組合所属。学生時代のレジー担当していた幻影術の教授。ぎっくり腰。
ココ
精霊使いの少年。祖父は魔法使いコップ。底知れぬ力を持っており、魔人化せずに精霊を操れる希有な存在である。
祖父の死後、シブニーニに「魔人」の使い魔として首輪を填められてこき使われていたが、「静寂の石」を探索するレジーの訪問によりシャルロッテ・プラムポワーズの元に預けられて、魔法使いへの道を歩み始める。
コップ
故人。かつてパナカナの祖父と共にオスロー島へ渡り、「静寂の石」のかけらを入手したココの祖父。
シブニーニ
墓を暴いてコップの「静寂の石」のかけらを奪い取り、ココを使い魔にした悪徳魔法使い。樹木の魔物「ベロリーナ」を使い魔にしている。
魔導王グラム
ジャージャ国の国王だった老人。カヌー派の魔法使いで20年前に強大な魔法を持って世界を征服しかけたが、シャルロッテ・プラムポワーズに敗れ、ジャージャ国を道連れに一旦は死亡した。
だが滅ばなかった魂は幼いレジーを依代として復活の機会を窺い、遂に第23話でレジーの体を乗っ取って復活。再び全世界を征服せんと戦乱を巻き起こす。

### オスロー島
大陸からは嵐の海を隔てて「静寂の石」が存在する島。その影響で精霊が存在せず、島では魔法が使えない。オスロー島は男性上位社会で娘は父の、妻は夫の所有物とされている。
シビラ
オスロー島の仕立屋。少女だが、男尊女卑の島社会では職を得られぬために男装をしている。難破したネズミさんを助け、レジーと友人となる。
デニータ
シビラがコンテストのモデルとして依頼していた、オスロー島いちの役者。
ドトス
仕立屋。シビラの商売敵で、女ではないかとシビラを疑っている。

### その他
ノーチェ
パナカナとは幼馴染みの少女。だが、現在は事情があって、人でありながらパナカナの使い魔とされている。料理が上手く、家事一般をやらされている。
元は大農場の一人娘だが、事故で死亡し、パナカナの手で反魂されて山犬の使い魔「ハジャ」に魂を入れられている。一つの体に二つの魂を共存させるため、昼間にしか人間の姿で居られない。レジーと知り合い真実を知る。
後にトッペンカムデンにてローラと友達になる。
マドレーン
第20話でローラの従姉妹として城に現れる女性。踊り娘を生業にしているので露出度が高い姿を好む。
実はカヌー派の総帥「宵闇の魔女」
ダビー
第6話に登場する金細工師。マイヨン公国から移民した娘を捜している。ローラが身に付けている耳飾りはダビーの作である（ただし、作中ではダビーの名が本人から直接語られることはない）。病を患っており、滞在したトッペンカムデン城内で息を引き取る。
アガテ
ダビーの娘。病で母親を失い、盗みを働いた父親を嫌ってトッペンカムデンへ移民して来た。

## 用語
魔法使い組合（まほうつかいギルド）
魔導王との戦争後に設立された、魔法使いの互助会。自治組織であり、また次代の魔法使いを育成する教育機関でもある。無論、魔法使い全てが属している訳ではないが、その社会的権威は高い。
第28話で復活した魔導王の襲撃によって組合は壊滅してしまう。
魔法の杖
魔法使いの用いる呪具。これがないと精霊を従わせることは出来ないので、大きな魔法行使には必須とされる。杖にはランクがあり、限界を超えると自壊してしまう。レジーの「カノッツァ」は最高ランクの杖である。
精霊
普通の人間には見えない、意志を持つ力の総称。魔法使いは精霊と契約や主従関係を結び、魔法を使役する。
死の精霊
死の運命を司る、竜の姿をした精霊。シャルロッテ・プラムポワーズがローラ生誕の日に預言した「姫は16の歳に竜の刃にかかって死ぬ」の正体。レジーが呪いを代わりに受けることで運命を曲げたが、レジーは死の精霊の影響で体は腐り、気を抜くと「無意識に死にたくなる」上、生命力を削られて行くこととなる。
静寂の石
オスロー島に設置された魔導装置。火山性の毒ガスが充満する迷宮の奥深くにある。精霊を消し去る力を持ち、かけらですら精霊を散らす効果のある光を放つ。
「死の精霊」を除去する手段としてレジーはこれを求め、長きにわたる放浪の旅を続け、パナカナと共に迷宮を突破する。
中和玉
迷宮の毒ガスを中和する玉。かつてパナカナの祖父が迷宮を突破するために持ち込んだ中和石の原石をレジーが精製した物。一粒に付き毒ガスを15分程度中和する。透明だがガスを吸うと黒く染まって行く。
カヌー派
不老不死を求めた魔導士カヌーの奥義を復活させようとする魔法使いの一派。蘇生術など魔法使い組合では禁忌の技とされている魔法を研究している。現在のカヌー派はほぼ魔導王の配下である。
魔物
生き物が魔に冒された存在。人間の場合「魔人」と呼ばれ、精霊使いや組合外の魔法使いが変異した者が多い。杖無しで魔法を行使する能力を得るが、既に生き物ではなくなり、半分、魔物と化した人外に成り果てている。
使い魔
「使い魔の首輪」などの魔力による拘束。または「魔法使いとの従属契約」により、魔法使いに仕える魔物の総称。人間を使い魔にするのは組合では禁止されている（ココは人間だが、シブニーニに「魔人」として扱われたので使い魔にされた）。
闇の監査官
レジーの異名。シャルロッテ・プラムポワーズ曰く「魔法使い組合の監査官だが、法の目をかいくぐる悪党に対して、組合の法を無視して制裁を加える存在」と説明するが、これはシブニーニへ死の精霊をけしかけてしまった、レジーの立場を救済するための大嘘。だが、ココはこれを信じて「将来、レジーと一緒に悪党をやっつけるため、闇の監査官になる」のを目標にしてしまった。
水鎮祭
トッペンカムデンの祭。水の精霊を抑えるため、夏の終わり頃に執り行われる儀式。
リンドール地方
バイゼル王国に勝利したトッペンカムデンが賠償で得た領土。戦争の度に所有者が入れ替わるので、住民は中央の政策を無視する独立独歩の気風が強い。第8話でラズウェルが長官として派遣された。
入らずの谷
トッペンカムデン王国の国王直轄領。杖の支配をはねのける古の精霊が集う地。シャイデックの語るところによると「トッペンカムデンの国王は遠き昔、この谷より出で。遙かな未来、この谷へ還る」との伝承があるらしい。
プリプリローラ虫
耳の奥に入り込む寄生虫。プリプリ虫の変異体でこれに寄生されると魔法が使えなくなる。ローラ姫が第一発見者なのでこう命名されたが、変な虫に自分の名が付いたので本人は嫌がっている。
人形
ゼフォーが製作する身代わり人形。本人そっくりで記憶や能力、好みや思考までオリジナルと同一。製作には血液と髪の毛が必要。二日ごとに血を与えないと活動を維持出来ない。
対パイゼル同盟
トッペンカムデン、ブリューネル両王国の間に結ばれた軍事同盟。元来はバイゼル王国を牽制するための条約であったが、世界へ宣戦布告したグラムの存在により、なし崩し的に対魔導王同盟となった。後にトッペンカムデンを盟主とする全大陸同盟へと発展する。
耳飾り
ローラ姫の装身具。形状は金細工のイヤーカフでトッペンカムデンの紋章入り。第3話でレジーへ片耳分を渡し、以後、ローラ、レジーが片耳にそれぞれ身に付けることとなる。
護符
レジー謹製。ローラに与えたペンダント型の御守りで、身に付けていると大抵の精霊魔法を防いでしまう。
ウォルスの剣
ウォルツワルドの国宝。初代国王ウォルスが携えていた剣と思われる。王の象徴であり、これを継承する者が新しきウォルツワルド王となる。
黒い大剣
正式名称不明。ビュッセ将軍からラズウェルへ譲られた両手持ちの黒い剣。前の大戦で将軍がこれで数十匹の魔物を斬り捨てたとされ、ラズウェル曰く「魔物の怨念が染みついているのかも」と言わしめた武器。後にパナカナに「対魔導王用魔法の材料にする」として取り上げられてしまう。
魂魄消滅魔法の指輪
魂だけの存在である魔導王グラムを消し去るため、パナカナが完成させた「魂魄消滅魔法」の発動媒体。黒い大剣を素材にした呪具。これを填めて呪文を唱えないと魔法が発動しないが、唱えた者は対象と同時に魂が消滅してしまう差し違え前提の禁呪である。
戴冠の冠
トッペンカムデン王国で戴冠式に使われる儀式用の王冠。普段は王族（国王もしくは、次期国王）しか入れぬ、戴冠の間に安置されている。身に付けることによりトッペンカムデン王族の秘めたる力を解放するが、戴冠の間でしか作動しない。
女王の冠
魔導王が製作した冠。トッペンカムデン王族たる「宵闇の魔女」の封印を解き、能力を解放させる「戴冠の冠」マドレーン版だが、こちらは何処でも使用可能。ちなみに同じ王族の血統を持つローラも使うことが出来る。
タウロス山脈
大陸の西にある大山脈。カヌー派のアジトがあり、魔法によって築かれた魔導王グラムの城がある。

## 単行本
- 征矢友花 『トッペンカムデンへようこそ』 秋田書店〈プリンセスコミックス〉、全7巻
  1. トッペンカムデンへようこそ〈1〉 2000年9月25日初版発行 ISBN 4-253-19051-0
  2. トッペンカムデンへようこそ〈2〉 2001年2月10日初版発行 ISBN 4-253-19052-9
  3. トッペンカムデンへようこそ〈3〉 2001年7月20日初版発行 ISBN 4-253-19053-7
  4. トッペンカムデンへようこそ〈4〉 2002年3月15日初版発行 ISBN 4-253-19054-5
  5. トッペンカムデンへようこそ〈5〉 2002年9月20日初版発行 ISBN 4-253-19055-3
  6. トッペンカムデンへようこそ〈6〉 2003年5月5日初版発行 ISBN 4-253-19056-1
  7. トッペンカムデンへようこそ〈7〉 2003年10月10日初版発行 ISBN 4-253-19069-3

## トッペンカムデンから恋歌を
『トッペンカムデンから恋歌を』は、征矢友花（そや ゆうか）による日本のファンタジー漫画作品。単行本全1巻。

### 作品解説（トッペンカムデンから恋歌を）
2011年から『プリンセスGOLD』（秋田書店）に不定期掲載された作品群。征矢友花が8年ぶりに発表した『〜ようこそ』の続編。全5話からなる短編集（オムニバス）である。単行本の裏表紙では「トッペンカムデンシリーズの最終章」とされ「最初にして最後の短編集」と謳われている。
ローラやレジーも登場するが、最終話を除いてほぼ脇役扱いで、むしろ新たに登場した人物達の活躍にスポットを当てている。また、前作と違って舞台はほぼトッペンカムデン国内に限定され、魔法使い組合や外国、それに付随したキャラクター（シャルロッテ・プラムポワーズ、ラズウェル、ビュッセなど）は登場しなかった。なお、前作のパナカナの預言に登場したローラとレジーの間に生まれた王子と姫も未登場（まだ誕生していない？）なので、時系列的には『〜ようこそ』から、さほど時間は経過していない時期の物語だと推測される。

### ストーリー（トッペンカムデンから恋歌を）
魔導王グラムとの戦いの後、トッペンカムデン王国を舞台に、エルファンの姪。隠れ里の魔女。天才少女。シャイデックの息子などの新たなる登場人物達が紡ぐ物語。
穏やかで平穏な日々が続くかと思われたが、ローラはレジーが世界を滅ぼす危機に再び直面する。

### 登場人物（トッペンカムデンから恋歌を）
『トッペンカムデンへようこそ』の登場人物も参照。
リムシェ
『トッペンカムデンから恋歌を』の主人公。シェシット王国の貴族でエルファンの姪。幼い頃に両親と叔母が強盗によって目の前で惨殺されたために、恐怖を克服すべく剣を習った金髪の美少女。剣は生き甲斐となり、求婚者へ決闘を挑んでを片端から剣で叩き伏せていた。その上、故国の剣術大会で3年連続優勝をしたが、あまりの強さに殿堂入りとして出場禁止になってしまった。
見合いのために叔父に招かれてトッペンカムデンを訪れるが、実は見合い相手よりも叔父エルファンを慕い、恋心を抱いている。後にローラの侍女（との名目の護衛役）としてトッペンカムデンに仕える。
セシリア
故人。エルファンの妻でシェシット王国出身。リムシェの叔母であるが、前述の通り、12年前に国へ里帰りした際に強盗に襲われ、リムシェの両親と共に命を落とす。外見はリムシェに瓜二つ。
ダビテ
トッペンカムデン軍の中隊長。リムシェの見合い相手としてエルファンが見繕った相手。
暗殺者
トッペンカムデン城内に現れた数人組の刺客。ローラを襲うが尋常でない強さのリムシェに撃退される。バイゼル王国辺りが怪しいが、何処の手の者かは不明である。
シール
『トッペンカムデンと生贄の谷の魔女』の主人公。 隠れ里アビーの村に住む村娘。魔女としての才能があり、独力で魔法円を手の甲へ描く自己流の魔法を生み出したが、杖がないので半端な力しか引き出せない。
村へ現れた怪鳥の生贄にされそうになるが、出会ったレジーの手助けで魔法使いへの道を歩み出す。現在は城で侍女として働く傍ら魔法を修行し、風の魔法で洗濯物を乾かしたり、切断された肉体を接合するなど高度な技も駆使出来る模様である。
長老
アビーの村を纏める老女。
カミーユ・キレロ
『トッペンカムデンと千年に一度の花』の主人公。そばかす顔で丸眼鏡の少年のような容姿であるが、16歳でトッペンカムデン初の女性官僚になった天才少女。しかし役人になりたくてなった訳ではなく、半ば強引にコレットに試験を受けさせられた。
記憶力抜群で本の虫。本を読んでいるだけで幸せだが、カンロ村を襲った「黒い花粉」事件の解決に奔走し、後に対策室の一員となる。城では（確認される限り）、レジー唯一の部下。
コレット
カミーユと同じカンロ村の出身。カミーユとは幼馴染みで行儀見習いとして城に仕えている。トーイという名の弟がいる。黒い花粉で毛玉の怪物化したが、理性は保たれていた。
ランセット
『トッペンカムデンと木偶判事』の主人公。トッペンカムデン王国の判事にして、宰相シャイデックの息子。女性と見まがう容姿の持ち主だが、生真面目な仕事馬鹿である。とある事件でヴィオラと知り合い、彼女を更生させようと頑張って死亡する。
実は孤児でシャイデックに引き取られ、更生される前は愚連隊の頭として悪事に手を染めていた。トネリコの精との契約で蘇生するが、頭にトネリコのご婦人が生えるようになってしまった。
ヴィオラ
孤児達の頭。幼い仲間達の生活をみるため、木偶人形を売り歩く詐欺などのちんけな悪事を行っていた小さな魔女。人形使いでトネリコの枝で作った木偶人形を使役出来る。瀕死のランセットの魂を一時的に木偶へ移したが、その有効期限は一日限定だった。
容姿は黒髪のツインテール。後にランセットの助手となると眼鏡っ娘となり、側頭部へお団子に結った髪型となった。
孤児達
ヴィオラと共同生活を送る4人の孤児。全員年端も行かぬ子供で、ヴィオラは彼らを悪事に荷担させることなく養っていた。
タゴタ
マイヨン公国の貴族。トッペン羊毛の贋物を製造している張本人。
トネリコの精
ヴィオラ一族を見守っていたトネリコの大木に息づく精霊。自称「オバちゃん」。ランセットを蘇生させるために彼と融合した。融合後は時々、ランセットの頭上に出現する。
ローラ
前作、及び『トッペンカムデンと始闇の腕輪』の主人公。トッペンカムデン王国の国王。細かい問題はあるものの、その統治は安定しているかに見えたが、「始闇の腕輪」によるレジーの暴走で再び亡国の危機を迎える。
この話だけではなく、ほぼ各話にも顔を出すが基本的にはゲストキャラで余り出しゃばらない。ただし「始闇の腕輪」との対決には、前作の対グラム戦と同じく、幽体離脱でレジーの体に入り込んで、始闇の竜と対決した。
レジー
前作ではもう一人の主人公だった元魔法使い。現在国王付きの相談役。魔導王グラムのせいで魔力の殆どを失っており、杖も持ち歩かないが、杖無しでも「魔法の絨毯」程度なら操れる模様である。
「始闇の腕輪」に取り憑かれ、再び世界を破滅させる危機をもたらした。
始闇の竜
腐りきった世界を滅ぼし、闇へと還すのが使命の竜。前国王フランクによって「始闇の腕輪」へと封印されていた魔物。実はレジーと深い関係がある。
四姉妹の魔女
名は不明。オールタイツに入墨姿の四姉妹。兵士に化け「始闇の腕輪」を狙ってトッペンカムデン城内に潜入していた。腕輪の封印を解いたが、所有者に相応しくなかったらしく一人は自滅して爆発四散。残る三人はレジーに魔法を封ぜられ、捕縛された。
シャイデック
トッペンカムデン王国の宰相。今作ではランセットを養子に迎える。前作から引き続き有能ぶりを発揮。
エルファン公
トッペンカムデン王国大臣。リムシェの叔父。鈍感なのか、リムシェが自分に恋しているのに気が付いていない。
カッセル公、ヴィルヘルム公、ターナー公、他一名
トッペンカムデンの公爵及び大臣達。エルファン公を含め、顔ぶれは変わっていない。「始闇の腕輪」によって、彼らを「無能で権力にしがみつく、金の亡者」と罵倒したレジーを公開裁判へと掛ける。なお、本作でも残り一人の名は明かされなかった。

### 用語（トッペンカムデンから恋歌を）
『トッペンカムデンへようこそ』の用語の項も参照。
しっぽ取り競争
トッペンカムデン城で開かれる舞踏会の余興。腰に付けたしっぽを玩具の剣で叩き落とし、多く集めた者の勝ちになる。国王観覧の下で開かれる行事。
シェシット王国
エルファン公の亡き妻、セシリアとリムシェが生まれた王国。位置などは不明。
近衛兵（このえへい）
君主の親衛隊。転じて精鋭部隊のこと。『トッペンカムデンから恋歌を』でトッペンカムデン王国にも存在したのが明らかにされた（ただしリムシェは近衛の制服着用を許されただけなので、正確な身分は「ローラ付きの侍女」である）。
アビー村
トッペンカムデン国内にある隠れ里。城から見て北西に位置するらしい。閉鎖的な土地柄で漁業が主な産業。遺跡が近くに存在し、そこから百年に一度、魔物が出現するたびに、村人を生贄を捧げてきた。
カワウー
遺跡に住み着いた魔物の正体。本来は魚を食い、人を見たら逃げ出すような臆病な魔物。雛鳥を光の魔法でシールが手なずけた。
千年に一度の花
名の通り、千年に一度咲く花で黒い花粉を撒き散らす。花粉の影響を受けた者は毛むくじゃらの姿に変わってしまう。カンロ村が被害にあって村人全員が化け物と化してしまった。村人を見捨てて厳重閉鎖案に傾きつつある会議を聞いたコレットは、カミーユらに村人を救わせるため、わざとこの花粉を浴びて自らを変化させてしまう。対処法の判明後、コレット他、村人は元へ戻り、カミーユは黒い花粉が「養毛剤」の素材になることを突き止めた。
童歌（わらべうた）
カミーユが憶えていた古の童歌。千年に一度の花に対する事柄が書いてあるが、古詩なので「レンレロピー」なる単語の解読が困難を極めた。
千年に一度の花対策室
シャイデックが設立した宰相直轄の対策室。レジーが室長を務め、カミーユがその部下となったが閑職に近い部門らしく、後に「始闇の腕輪」に取り憑かれたレジー自らが不要部署と認定してカミーユを解雇していた。
マイヨン公国
前作でも名のみ登場した公国だが、本作ではマイヨン国境付近が登場し、トッペンカムデンの隣国であることが判明した。
木偶人形
木偶使いの魔女ヴィオラが使役するトネリコの枝で作った人形。前作の人形使いゼフォーが製作した人形とは原理が違い、トネリコの実や葉の命を一時的に人形へ吹き込む事で動かす物。しかし、持続時間は一日が限界。
生活のため、ヴィオラはこの木偶人形を「永遠に動く」と騙して、マイヨン公国で売りさばいていた。
トッペン羊毛（トッペンウール）
国王ローラが頭を撫でた羊から採れる羊毛。ローラの力が羊毛に宿り、御利益があるとされる名産品でトッペンカムデン王国保証印入りの羊毛。ブランド品として非常によく売れているが、贋物がマイヨン公国を中心に出回り始めている。
始闇の腕輪（しあんのうでわ）
始闇の竜を封印した腕輪。前国王フランクが城の中庭に封印していた。世界を滅ぼし、闇へ還るのが使命だが、相応しくない者が所有者になると体が弾け飛んで自滅してしまう。レジーが身に付けたことで「己以外の他者が全て欠点だらけに見え、駄目な腐りきった世界を破滅させる」意思が働き始める。
バイゼル王国
隣の軍事大国。やはりトッペンカムデンを諦めていなかった模様で、レジーの公開裁判に合わせて国境付近に軍を終結させて攻め込む隙を窺った。これに呼応してブリューネルやウォルツワルドがどう動いたのかは劇中では明らかにされなかった。

### 単行本（トッペンカムデンから恋歌を）
- 征矢友花 『トッペンカムデンから恋歌を』 秋田書店〈プリンセスコミックス〉、全1巻
トッペンカムデンから恋歌を 2015年4月25日初版発行 ISBN 978-4-253-19070-1

## サブタイトル
単行本では『月刊プリンセス』に掲載された順で収録されているため、話数は必ずしも時系列順ではない（特に第二部）。ここでは時系列順に並べ替えて掲載する。また『トッペンカムデンから恋歌を』の各作品も併記する。
第一部
天空のデザート（第18話）
第四部に属する。2002年『プリンセス』2月特大号掲載
森の魔法使い（番外）
第1巻書き下ろし
トッペンカムデンへようこそ（第0話）
1999年『プリンセス』10月特大号掲載
レジー、魔力を失う（第4話）
第二部に属する。2000年『プリンセス』8月号掲載
私はあなたに恋をする（第5話）
第二部に属する。2000年『プリンセス』9月特大号掲載
魔法使いシャルロッテ・プラムポワーズ（第1話）
2000年『プリンセス』2月特大号掲載
最後のプレゼント（第6話）
第二部に属する。2000年『プリンセス』10月号掲載
人形の宴（第7話）
第二部に属する。2000年『プリンセス』11月号掲載
ウォルツワルドの少年（第2話）
2000年『プリンセス』3月号掲載
ローラの初陣（第3話）
前後編。2000年『プリンセス』3月号掲載/2000年『プリンセス』4月号掲載

第二部
戦の跡（第8話）
2000年『プリンセス』12月特大号掲載

第三部
魔法使いパナカナ（第9話）
2001年『プリンセス』新年特大号掲載
仕立屋の息子（第10話）
2001年『プリンセス』2月特大号掲載
サモナの審判（第11話）
2001年『プリンセス』3月号掲載
魔法使いの弟子（第12話）
2001年『プリンセス』4月号掲載
迷宮の果て（第13話）
2001年『プリンセス』5月号掲載

第四部
魔法使いの帰還（第14話）
2001年『プリンセス』9月号掲載
少年と思い出（第15話）
2001年『プリンセス』10月号掲載
姫君の輪舞（第16話）
2001年『プリンセス』10月号掲載
ブリューネルの月（第17話）
前後編。2001年『プリンセス』12月号掲載/2002年『プリンセス』新年特大号掲載
ローラの休日（第19話）
2002年『プリンセス』3月号掲載

第五部
二人の王女（第20話）
2002年『プリンセス』5月特大号掲載
霧の道（第21話）
2002年『プリンセス』6月号掲載
魔法使いの恋人（第22話）
2002年『プリンセス』7月号掲載
悪夢の胎動（第23話）
2002年『プリンセス』9月特大号掲載
星々の誓い（第24話）
2002年『プリンセス』10月号掲載
時の迷路（第25話）
2002年『プリンセス』11月号掲載
天上の町（第26話）
2003年『プリンセス』新年特大号掲載
天の姫君　地上の騎士（第27話）
2003年『プリンセス』2月号掲載
終焉のはじまり（第28話）
2003年『プリンセス』3月号掲載
運命の鍵（第29話）
2003年『プリンセス』4月号掲載
永遠の魔法陣（第30話）
2003年『プリンセス』5月特大号掲載
新たな扉（第31話）
2003年『プリンセス』7月号掲載
ローラの戴冠（最終話）
2003年『プリンセス』8月号掲載
王女の肖像（番外）
第7巻書き下ろし

『トッペンカムデンから恋歌を』
トッペンカムデンから恋歌を
2011年『プリンセスGOLD』9月号掲載
トッペンカムデンと生贄の谷の魔女
2012年『プリンセスGOLD』3月号掲載
トッペンカムデンと千年に一度の花
2012年『プリンセスGOLD』9月号掲載
トッペンカムデンと木偶判事
2014年『プリンセスGOLD』1月号掲載
トッペンカムデンと始闇の腕輪
2015年『プリンセスGOLD』2月号掲載